# Whipp Island
Whipp Island är en ö i Australien. Den ligger i delstaten Western Australia, omkring 1 900 kilometer nordost om delstatshuvudstaden Perth.
Savannklimat råder i trakten. Genomsnittlig årsnederbörd är 1 474 millimeter. Den regnigaste månaden är februari, med i genomsnitt 385 mm nederbörd, och den torraste är augusti, med 4 mm nederbörd.